# Camp Takota
Pour plus de détails, voir Fiche technique et Distribution.
Camp Takota est un film américain réalisé par Chris Riedell et Nick Riedell sorti en 2014.

## Fiche technique
- Titre original : Camp Takota
- Réalisation : Chris Riedell, Nick Riedell
- Scénario : Mamrie Hart, Michael Goldfine, Lydia Genner, Mamrie Hart
- Photographie :
- Musique : RW Smith
- Production : Michael Goldfine, Hannah Hart, Mamrie Hart, Grace Helbig
- Société(s) de production : RockStream Studios
- Société(s) de distribution :
- Budget :
- Pays d’origine :  États-Unis
- Langue : anglais américain
- Format : Couleurs
- Genre : Comédie
- Durée : 95 minutes
- Dates de sortie :
  - États-Unis :  14 février 2014

## Distribution
- Grace Helbig : Elise Miller
- Ellen Karsten : Sally Meister
- Hannah Hart : Allison Henry
- Rachel Quaintance : Celia Burrows
- Chester See : Jeff Sanford
- Sawyer Hartman : Walker Paige
- Megan Duffy : Manda
- Olivia Alexander : Vanessa
- Amy Lindsay : Kathy Fefferman
- Lee Schall : Bruce Fefferman
- Kate Goldman : Penny Fefferman
- Mamrie Hart : Maxine Reynolds
- Chris Riedell : Eli Morton
- Cameron Britton : Chet
- Logan Riley Hassel : Sarah